# Último tres en raya

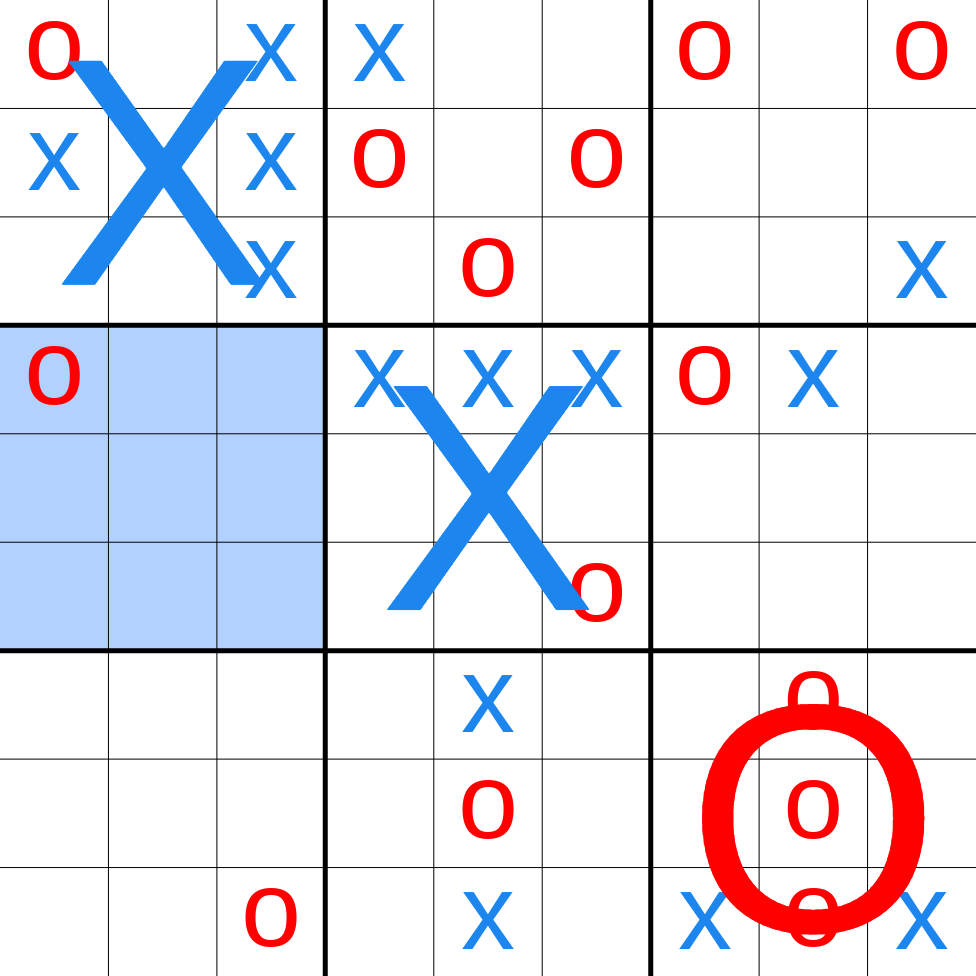
El tablero de un último juego de tres en raya incompleto (las "X" y "O" grandes representan los juegos de mesa locales que ha ganado ese jugador). El movimiento más reciente fue que O jugaba en el cuadrado central izquierdo de la cuadrícula central superior, lo que obligó a X a jugar su próximo movimiento en la cuadrícula central izquierda.

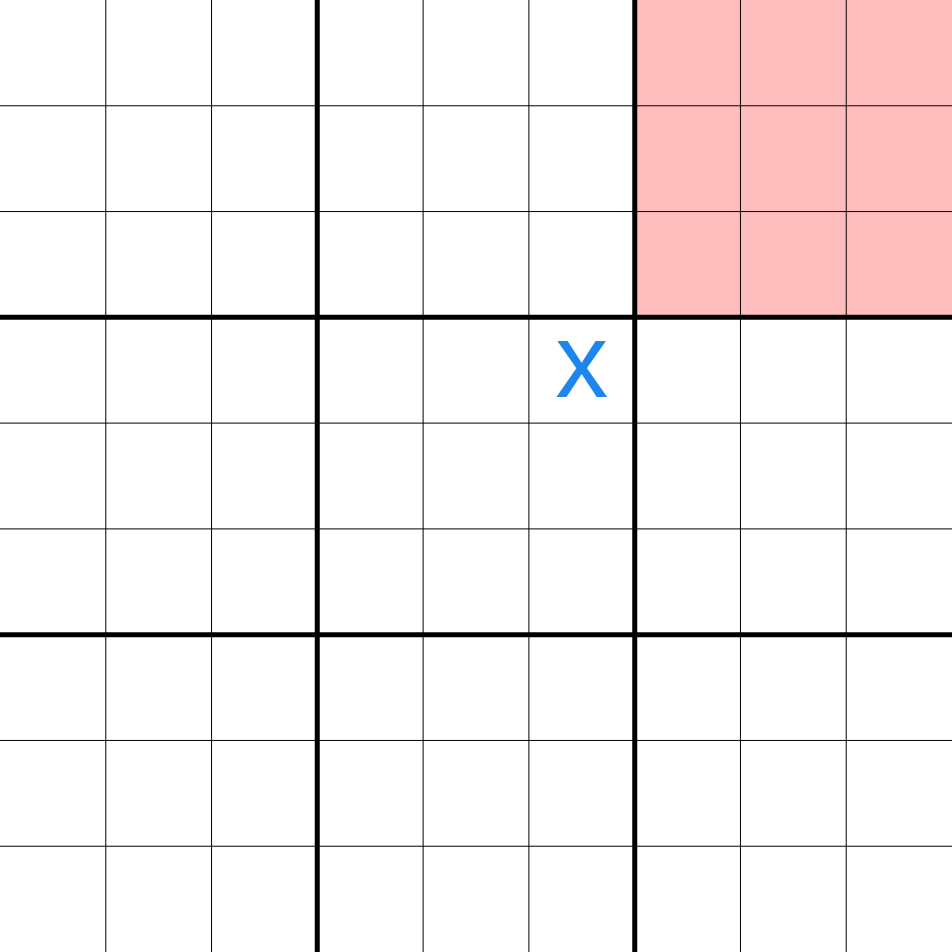
Dado que X jugó en la esquina superior derecha del tablero local, O se ve obligado a jugar su próximo movimiento en el tablero local superior derecho.

El meta tres en raya (también conocido como súper tres en raya, mega tres en raya o (tres en raya)²) es un juego de mesa compuesto por nueve tableros de tres en raya dispuestos en una cuadrícula de 3x3. Los jugadores se turnan para jugar en los tableros de tres en raya más pequeños hasta que uno de ellos gana en el tablero de tres en raya más grande. En comparación con el tres en raya tradicional, la estrategia de este juego es conceptualmente más difícil y ha demostrado ser más difícil para las computadoras.

## Reglas
Cada tablero pequeño (tablero local) de 3x3 forma parte del tablero general (tablero global).
El juego comienza con la X jugando donde quieran en cualquiera de los espacios vacíos. Este movimiento "envía" el turno a otro tablero pequeño dependiendo de su ubicación relativa. Por ejemplo, si X jugó en el cuadro superior derecho de su tablero local, entonces O debe jugar a continuación en el tablero local en la parte superior derecha del tablero global. Entonces, O puede jugar en cualquiera de los nueve lugares disponibles en ese tablero local, y cada movimiento envía a X a un tablero local diferente.Si se juega un movimiento para ganar un tablero local según las reglas del tres en raya clásico, entonces todo el tablero local se marca con una O o una X (según el ganador del tablero local) para el jugador en el tablero global. Una vez que un jugador gana un tablero local o se llena por completo, no se pueden jugar más movimientos en ese tablero. Si un jugador es enviado a dicho tablero, puede jugar en cualquier otro tablero. El juego termina cuando un jugador gana en el tablero global o no quedan movimientos legales y en este caso el jugador X pierde, en cuyo caso el juego no termina en tablas.

## Computabilidad
El meta tres en raya es significativamente más complejo que la mayoría de las otras variaciones del tres en raya, ya que no existe una estrategia clara para ganar. Esto se debe a la complicada ramificación del juego en este juego y al valor posicional, difícil de cuantificar. 
1. Anticipar el próximo movimiento.
2. Visualización del árbol del juego: Visualizar futuras ramas del árbol del juego es más difícil que el tres en raya de un solo tablero.
3. Ganar el juego: debido a las reglas del meta tres en raya , el tablero global nunca se ve afectado directamente. Se rige únicamente por las acciones que se dan en las juntas locales. Esto significa que cada movimiento local jugado no tiene como objetivo ganar el tablero local, sino ganar el tablero global.[3]

## Implementaciones informáticas
Si bien el tres en raya se encuentra informáticamente resuelto, el meta tres en raya no se puede resolver razonablemente usando ninguna táctica de fuerza bruta. Por lo tanto, se necesitan implementaciones informáticas más creativas para resolver este juego.
El algoritmo de inteligencia artificial (IA) más común, minimax, se puede usar para jugar al meta tres en raya , pero es difícil de implementar.  Esto se debe a que, a pesar de tener unas reglas relativamente simples, el meta tres en raya carece de una función de evaluación heurística simple. 
Sin ninguna función de evaluación eficiente, la mayoría de las implementaciones informáticas típicas son débiles y, por lo tanto, hay pocos oponentes informáticos que puedan superar a los humanos de manera consistente. 

## Variantes
Tic-Tac-Ku es un juego inventado por Mark Asperheim y Cris Van Oosterum, las reglas son las mismas que en tres en raya definitivo; la única excepción es que un jugador gana el juego por conseguir cinco tableros locales.